# Лейквуд (Калифорния)

Слева — округ Лос-Анджелес на карте штата Калифорния, справа — город Лейквуд на карте округа Лос-Анджелес

Лейквуд (англ. Lakewood) — город в округе Лос-Анджелес, штат Калифорния, США.

## География
Лейквуд находится в южной части округа. Со всех сторон окружён другими городами: Лонг-Бич с запада и юга, Хавайиан-Гарденс с юго-востока, Серритос с востока, Беллфлауэр с севера. Через Лейквуд проходят автомагистрали SR 19 и I-605. Площадь города составляет 24,517 км², из которых 0,133 км² (0,54 %) занимают открытые водные пространства.

## История
Создание Лейквуда началось в конце 1949 года: это было чётко спланированное организованное продуманное заранее поселение. Его создателями были Луи Бойар, Марк Тейпер и Бен Уэйнгарт. 16 апреля 1954 года поселение было инкорпорировано со статусом «город» (city). Планировка Лейквуда вышла настолько удачной, что её взяли на вооружение некоторые другие аналогичные молодые поселения региона, в частности, Серритос и Дайамонд-Бар.
В 2005 году журнал Sports Illustrated назвал Лейквуд «Самым спортивным городом Калифорнии».

## Крупнейшие работодатели
Данные 2012 года
1. Объединённый школьный округ Лонг-Бич[англ.] — 935 человек / 5,5 % всех работающих
2. Региональный медицинский центр Лейквуда — 797 / 4,69 %
3. Администрация города — 613 / 3,61 %
4. Департамент детей и семьи округа Лос-Анджелес — 494 / 2,91 %
5. Объединённый школьный округ Беллфлауэра[англ.] — 406 / 2,39 %
6. Полицейский отдел округа Лос-Анджелес[англ.] — 359 / 2,11 %
7. Walmart — 346 / 2,04 %
8. Объединённый школьный округ ABC[англ.] — 335 / 1,97 %
9. Albertsons — 329 / 1,94 %
10. Пьяцца McDonald’s — 221 / 1,3 %

## Достопримечательности
- С 1951 года в Лейквуде работает торговый центр Lakewood Center[англ.] — один из крупнейших в своём роде в стране (площадь ок. 200 000 м²)[5].
- Первый ресторан Denny's[англ.] был открыт именно в Лейквуде в 1953 году[6].

## Демография
2000 год
По переписи 2000 года в Лейквуде проживали 79 345 человек, было 26 853 домохозяйства, 20 542 семей. Расовый состав: белые — 62,67 %, негры и афроамериканцы — 7,34 %, коренные американцы — 0,6 %, азиаты — 13,51 %, уроженцы тихоокеанских островов — 0,62 %, прочие расы — 10,1 %, смешанные расы — 5,17 %, латиноамериканцы (любой расы) — 22,78 %.
Средняя семья состояла из 3,37 человек.
Средний доход домохозяйства составлял 58 214 долларов в год, семьи — 63 342 доллара, на душу населения — 22 095 долларов. 5,6 % семей и 7,4 % населения Лейквуда проживали за чертой бедности, в том числе 9,3 % несовершеннолетних и 7,1 % пенсионеров.
2010 год
По переписи 2010 года в Лейквуде проживали 80 048 человек: 38 856 лиц мужского пола и 41 192 женского, было 26 543 домохозяйства, 20 382 семьи. Расовый состав: белые — 56 %, негры и афроамериканцы — 8,7 %, коренные американцы — 0,7 %, азиаты — 16,4 % (филиппинцы — 8,1 %, корейцы — 1,5 %, китайцы и кхмеры — по 1,4 %, вьетнамцы — 1,2 %, японцы — 0,7 %, индийцы — 0,6 %, тайцы — 0,4 %), уроженцы тихоокеанских островов — 0,9 %, прочие расы — 11,6 %, смешанные расы — 5,7 %, латиноамериканцы (любой расы) — 30,1 % (мексиканцы — 24,1 %).
В 40,1 % домохозяйств проживали дети младше 18 лет. 55,4 % домохозяйств представляли собой супружеские разнополые пары, живущие совместно, 15 % — женщины — главы семьи без мужа, 6,4 % — мужчины — главы семьи без жены, 4,8 % — однополые пары, не состоящие в браке, 1,1 % — однополые супружеские пары.
Средняя семья состояла из 3,41 человек.
24,3 % населения Лейквуда были младше 18 лет, 9,5 % — в возрасте от 18 до 24 лет, 27,6 % — от 25 до 44 лет, 27,2 % — от 45 до 64 лет и 11,4 % жителей города были старше 65 лет. Средний возраст горожанина составил 37,5 лет. На 100 лиц женского пола приходилось 94,3 лиц мужского, причём на 100 совершеннолетних женщин приходилось уже 90,8 мужчин сопоставимого возраста.
Средний доход домохозяйства составлял 78 876 долларов в год, 7,6 % населения Лейквуда проживали за чертой бедности.
2012 год
По оценкам 2012 года в Лейквуде проживали 80 833 человек: 39 382 (48,7 %) лиц мужского пола и 41 451 (51,3 %) женского. Средний возраст горожанина составил 37,1 лет при среднем по штату 35,3 лет. Средний доход домохозяйства составлял 74 748 долларов в год при среднем по штату 58 328 долларов, доход на душу населения был 29 270 долларов в год.
Происхождение предков: немцы — 9,4 %, ирландцы — 6,5 %, англичане — 5,7 %, итальянцы — 2,9 %, голландцы — 1,7 %, французы — 1,4 %.
Опрос жителей старше 15 лет показал, что 32,4 % из них не состоят в браке и никогда в нём не были, 47,2 % состоят в браке и живут вместе, 2 % состоят в браке, но живут раздельно, 6,6 % вдовствуют и 11,8 % находятся в разводе.
21,1 % жителей Лейквуда были рождены вне США (10 % — в Азии, 7,2 % — в Латинской Америке) при среднем показателе по штату 27,1 %.
2013 год
По оценкам 2013 года в Лейквуде проживали 81 121 человек.